# ایگن ارلیش

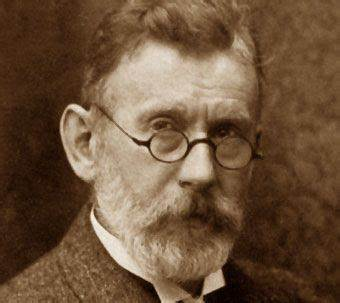
ایگن ارلیش

ایگن ارلیش (زاده ۱۴ سپتامبر ۱۸۶۲ – درگذشته ۲ مه ۱۹۲۲) محقق و جامعه‌شناس حقوق اتریشی بود. او به عنوان یکی از بنیانگذاران اولیه حوزه مدرن جامعه‌شناسی حقوق در نظر گرفته می‌شود.
ارلیش در شهر چرنوویتز (Chernivtsi) در بوکووینا، که در آن زمان یکی از استان‌های امپراتوری اتریش-مجارستان بود به دنیا آمد. ارلیش در دانشگاه لویو حقوق خواند، سپس در وین، به تدریس و وکالت پرداخت و پیش از بازگشت به چرنوویتز برای تدریس در دانشگاه آنجا که مرز فرهنگ ژرمنی در لبه شرقی امپراتوری بود رفت.
ارلیش تا پایان دوران تدریس خود در آنجا ماند و در سال‌های ۱۹۰۶–۱۹۰۷ رئیس دانشگاه آنجا بود. در جریان آشفتگی‌های جنگ جهانی اول، زمانی که چرنوویتز چندین بار توسط نیروهای روسی اشغال شد، به سوئیس نقل مکان کرد. پس از فروپاشی امپراتوری اتریش-مجارستان و واگذاری بوکووینا به رومانی، ارلیش قصد داشت به چرنوویتز بازگردد، و می‌بایست در آنجا به زبان رومانیایی تدریس کند. اما بر اثر دیابت در وین اتریش در سال ۱۹۲۲ در گذشت.